# Chróstnik

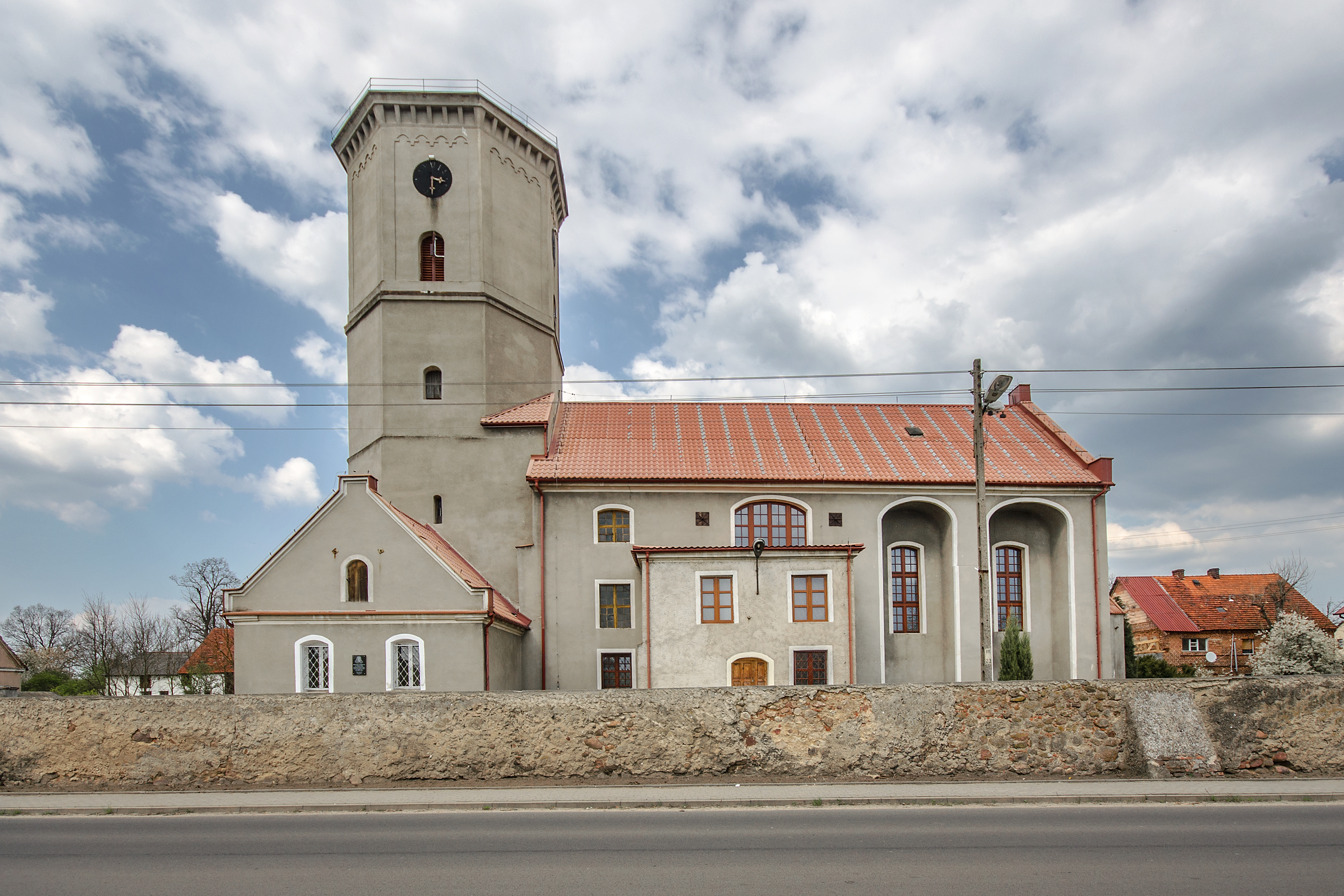
Kirche Mater Dolorosa

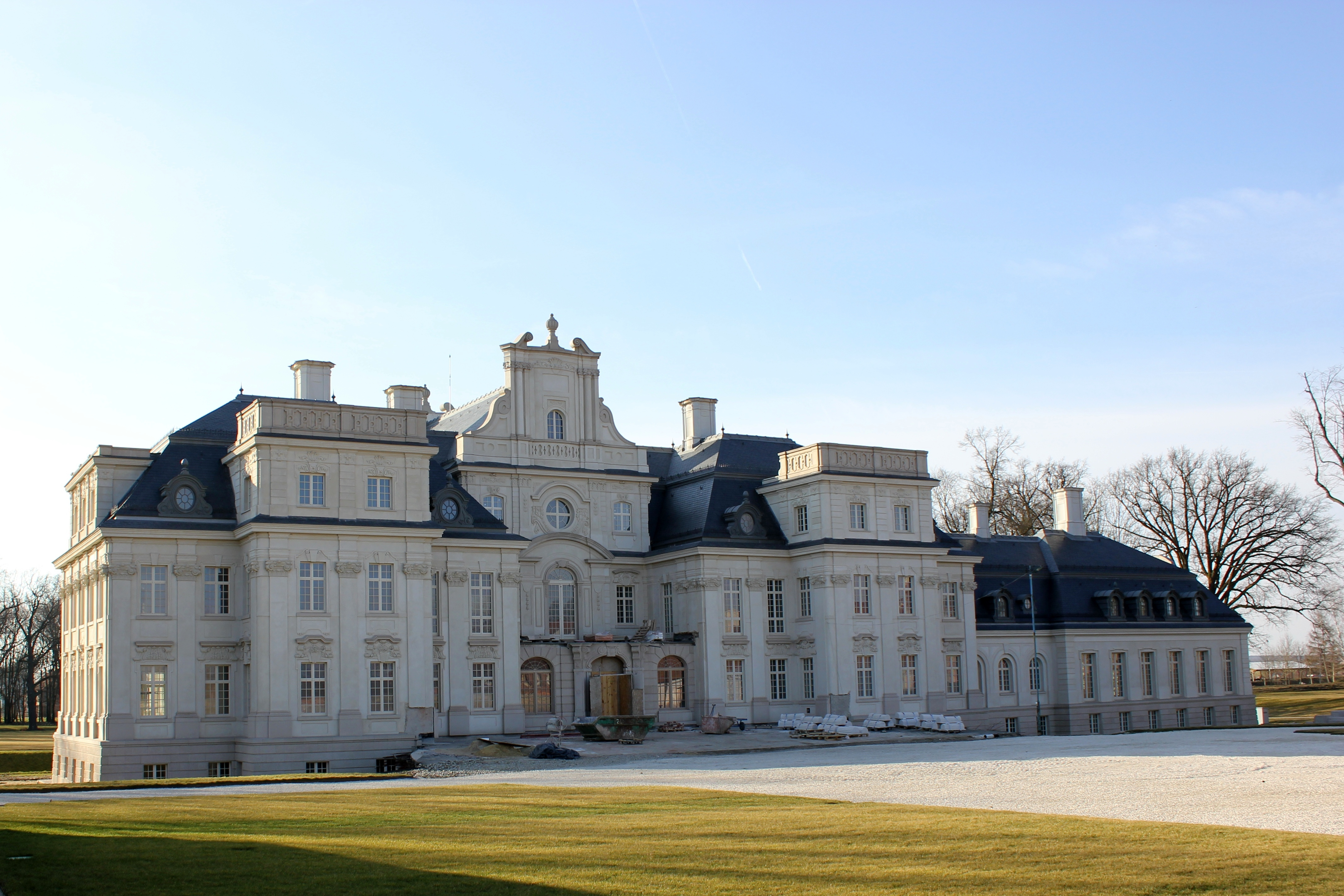
Schloss Brauchitschdorf

Chróstnik (deutsch Brauchitschdorf) ist ein Ort in der Landgemeinde Lubin im Powiat Lubiński der Woiwodschaft Niederschlesien in Polen. Es liegt sechs km südwestlich von Lubin (Lüben).

## Geschichte
Erstmals urkundlich erwähnt wurde das zum Herzogtum Liegnitz gehörende „Crustenik“ im Jahre 1259. Damals verlieh Herzog Boleslaus II. dem Ritter „Velislaus“ oder „Bolislaus“, der vermutlich der Familie Brauchitsch entstammte, sein Erbgut Crustenik mit zwölf Hufen Wald. Im gleichen Jahr gestattete er den v. Brauchitsch den Holzschlag und die Jagd in der Liegnitzer Heide. Für das Jahr 1335 ist die Schreibweise „Bruchaczdorf“ sowie eine Kirche belegt.
Von 1348 bis 1453 gehörte Brauchitschdorf zum Herzogtum Lüben. Während der Reformation breitete sich das Luthertum aus. Besitzer waren 1604 die Familie von Axleben. 1657 erwarb Nikolaus von Haugwitz das Gut. Als mit dem Tod des Herzogs Georg Wilhelm 1675 die Liegnitzer Linie Schlesischen Piasten erlosch, gelangte Brauchitschdorf zusammen mit dem Herzogtum Liegnitz als erledigtes Lehen durch Heimfall an Böhmen. Anschließend folgten gegenreformatorische Maßnahmen.
Nach dem Ersten Schlesischen Krieg 1742 fiel Brauchitschdorf mit dem größten Teil Schlesiens an Preußen. Nach der Neuorganisation der Provinz Schlesien 1815 wurde Brauchitschdorf dem Landkreis Lüben eingegliedert, mit dem es bis 1945 verbunden blieb.
Seit 1874 bildete die Landgemeinde Brauchitschdorf zusammen mit dem gleichnamigen Gutsbezirk den Amtsbezirk Brauchitschdorf. Als Folge des Zweiten Weltkriegs fiel Brauchitschdorf 1945 wie fast ganz Schlesien an Polen und wurde in Chróstnik umbenannt. Die deutsche Bevölkerung wurde, soweit sie nicht vorher geflohen war, vertrieben. Die neu angesiedelten Bewohner waren zum Teil Heimatvertriebene aus Ostpolen, das an die Sowjetunion gefallen war.

## Sehenswürdigkeiten
- Schloss Brauchitschdorf mit Schlosspark
- Die Kirche der Mater Dolorosa bzw. auch Mariä Sieben Schmerzen (polnisch Kościół Matki Bożej Bolesnej) wurde erstmals 1335 urkundlich erwähnt. An ihrer Stelle wurde um 1715 eine Saalkirche im Stil des Barock errichtet. Seit der Reformation bis 1945 diente sie als evangelisches Gotteshaus. Im Inneren befinden sich zahlreiche Epitaphe aus der Renaissance- und Barockzeit mit Angehörigen der Familie von Brauchitsch.

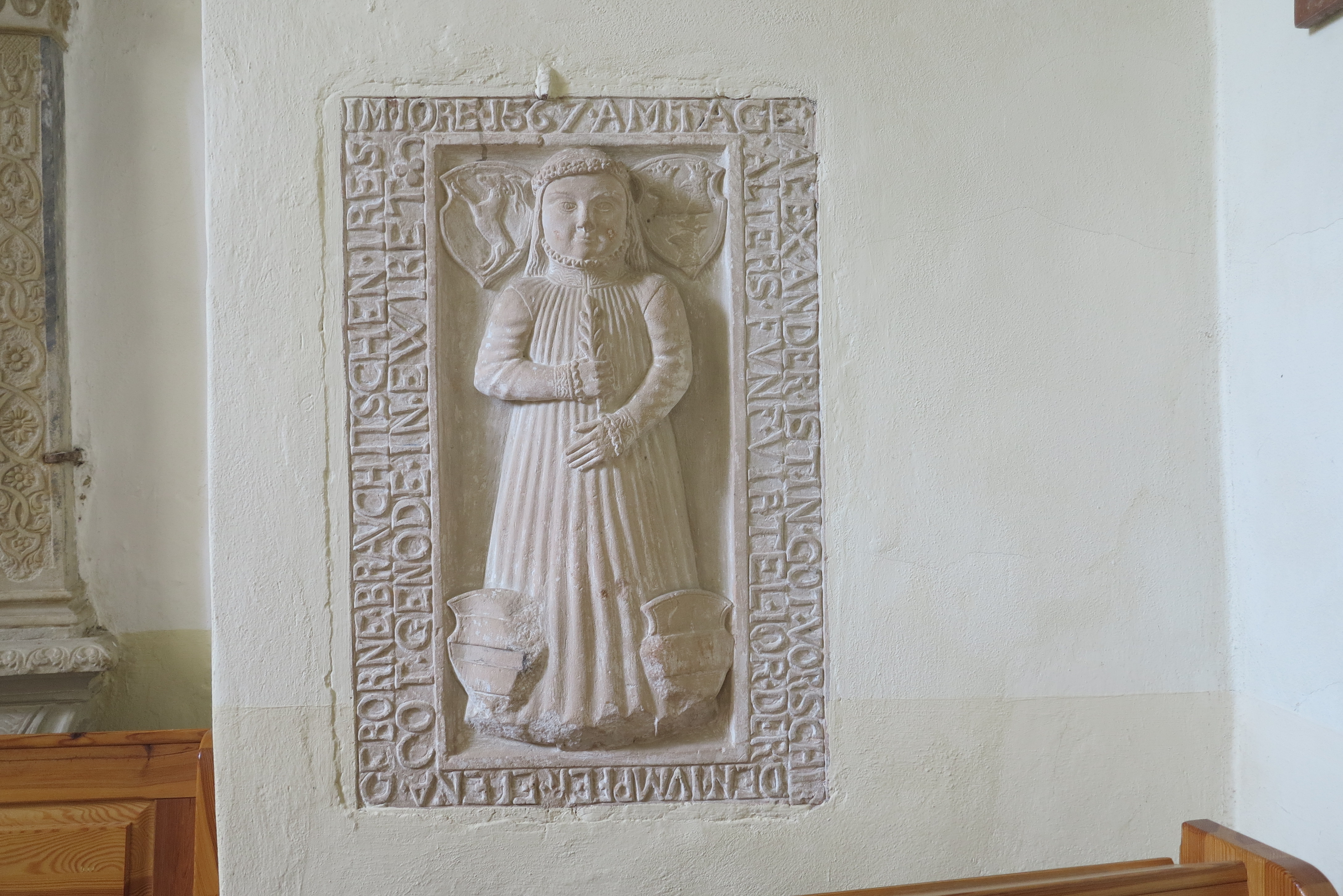
Epitaph von 1567 in der Kirche
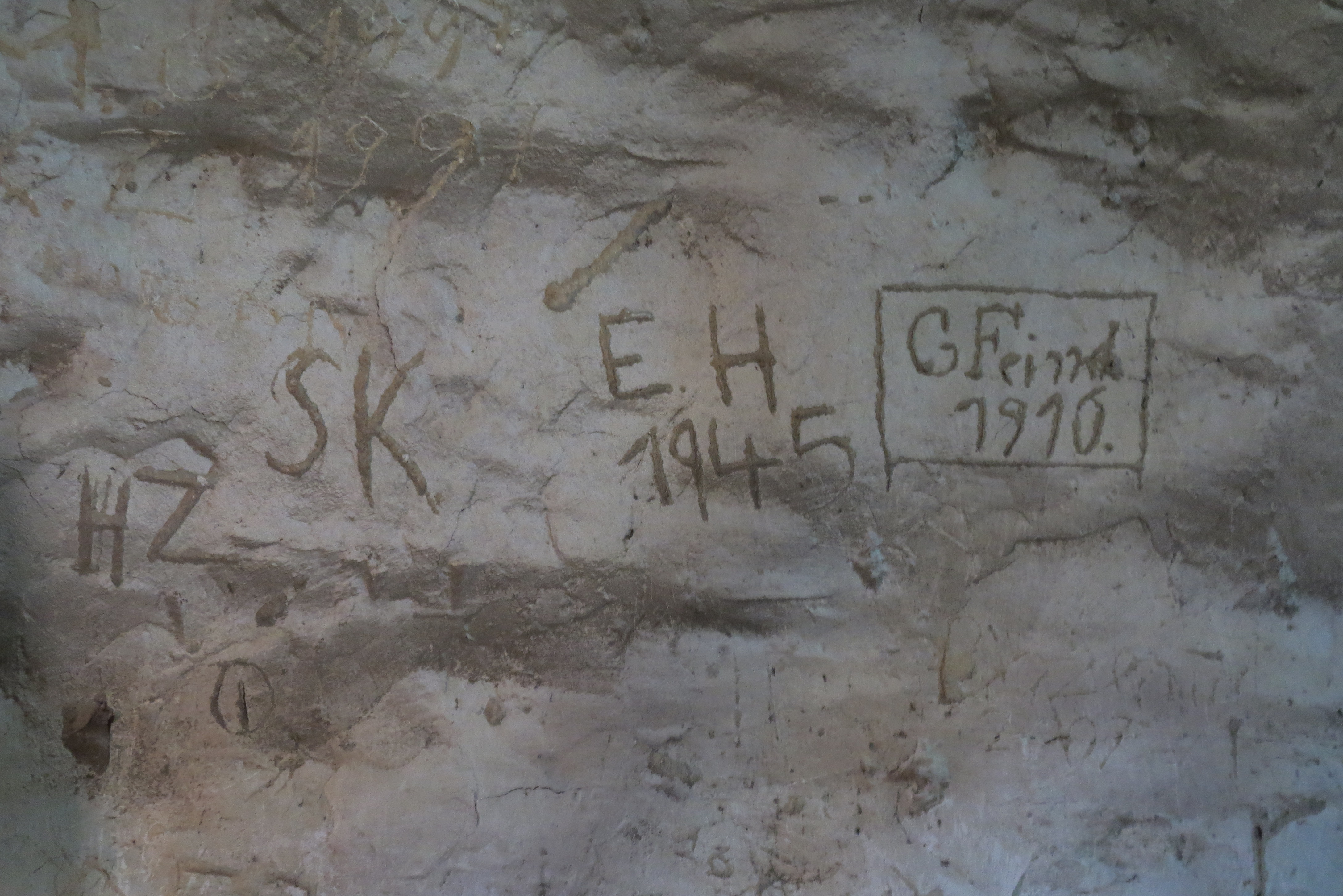
Graffiti im Glockenturm (heute unter Denkmalschutz)

## Persönlichkeiten
- Benjamin Schmolck (1672–1737), Kirchenliederdichter
- Harald Poelchau (1903–1972) hat in Brauchitschdorf Kindheit und Jugend verbracht
- Rupprecht Grzimek (1923–2022), Brigadegeneral, Abteilungsleiter im Bundesnachrichtendienst

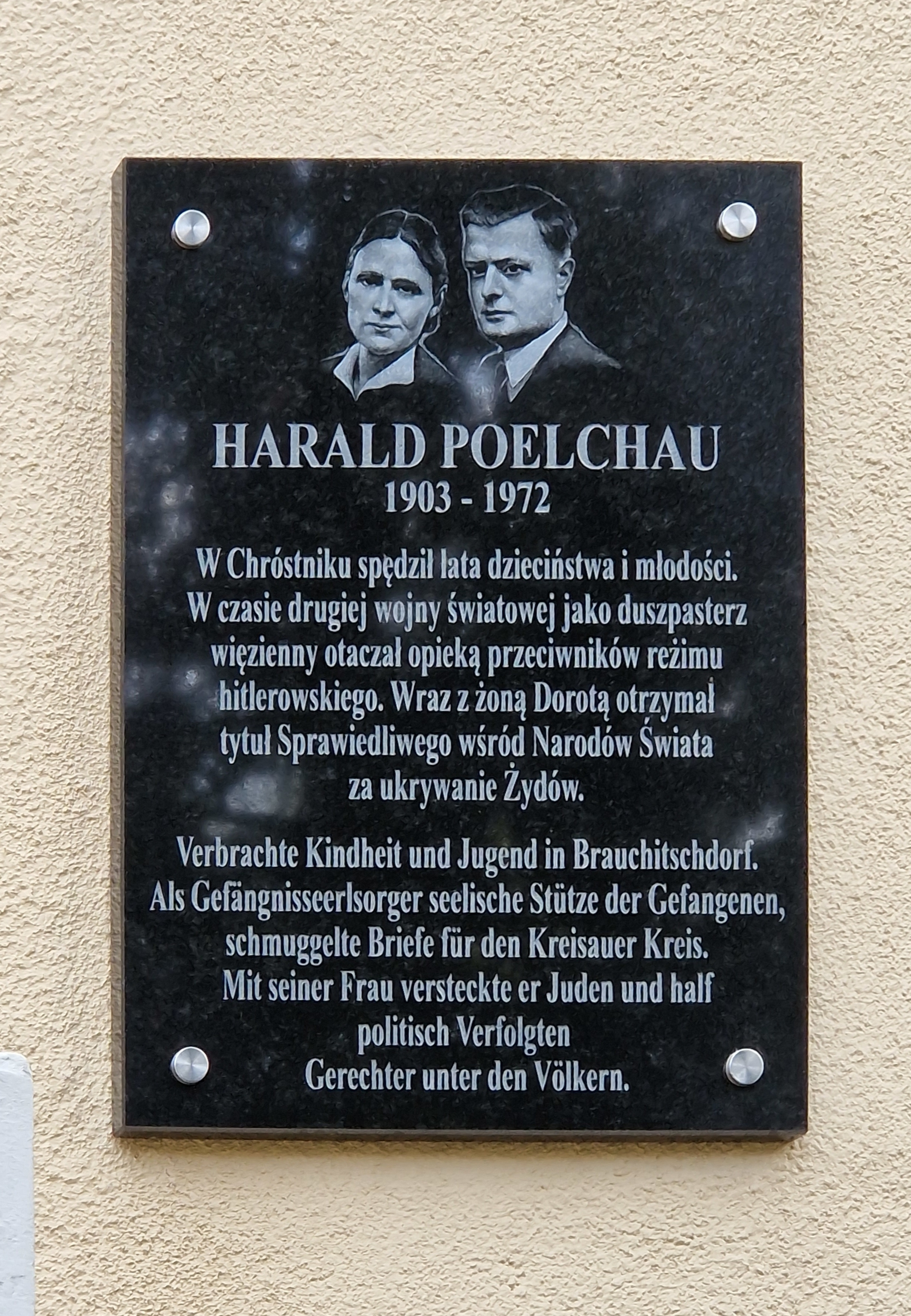
Gedenktafel für Harald und Dorothee Poelchau an der Kirche in Chróstnik, enthüllt am 27. April 2024 nach einem ökumenischen Gottesdienst mit Bischof Andrzej Siemieniewski und Bischof Waldemar Pytel.
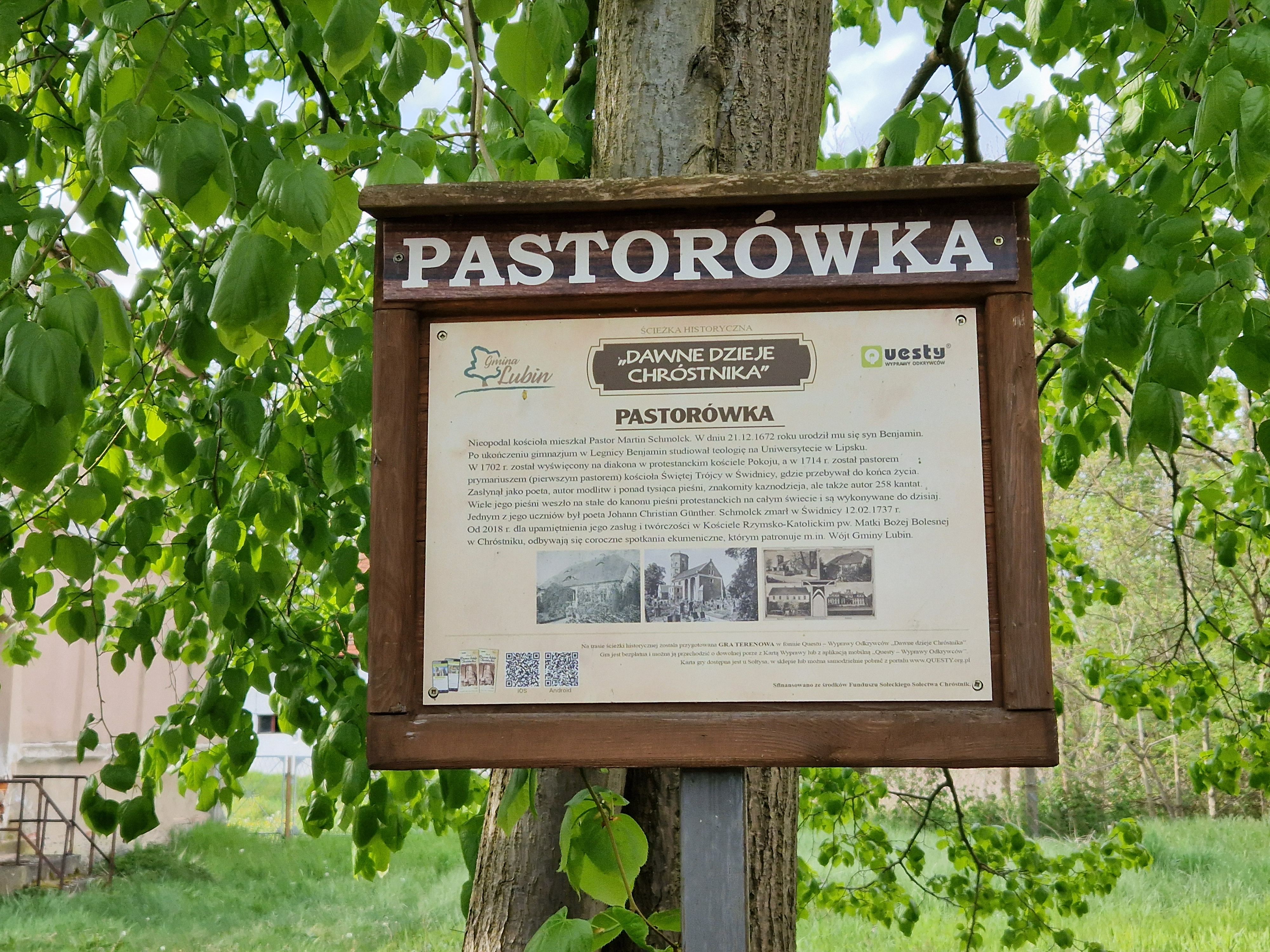
Der Schaukasten informiert über die Geschichte des Pfarrhauses und dass seit 2018 ökumenische Gottesdienste zur Erinnerung an Leben und Werk von Benjamin Schmolck stattfinden.